# جيريمي أدلر
جيريمي أدلر (بالإنجليزية: Jeremy Adler)‏ هو كاتب وشاعر بريطاني، ولد في 1 أكتوبر 1947 في لندن في المملكة المتحدة.

## وصلات خارجية
- جيريمي أدلر على موقع ديسكوغز (الإنجليزية)